# Jan Quast (Boxer)
Jan Quast (* 9. Januar 1970 in Rostock) ist ein ehemaliger deutscher Boxer und Gewinner einer Bronzemedaille bei den Olympischen Spielen 1992 in Barcelona.

## Boxkarriere
Jan Quast boxte in der DDR für den ASG Grenze Rostock und nach seiner Delegierung für den ASK Vorwärts Frankfurt sowie nach der Wiedervereinigung ab 1990 für den BSK 27 Ahlen und ab 1991 für den TSV Bayer 04 Leverkusen. Während seiner Laufbahn wurde er von Günter Debert, Fritz Sdunek, Manfred Wolke, Günther Radowski, Andreas Otto, Dietmar Geilich, Hartmut Heye, Valetin Silaghi und Karl-Heinz Krüger trainiert.
Er wurde 1989 DDR-Meister, nachdem er in den beiden Vorjahren jeweils eine Bronzemedaille erkämpft hatte. Sein größter Erfolg im Nachwuchsbereich war der Gewinn einer Bronzemedaille bei der Junioren-Weltmeisterschaft 1987 in Havanna.
1990, 1991 und 1994 wurde er jeweils Deutscher Meister, sowie 1992 Vizemeister. Den Chemiepokal gewann er 1992 (Olympiaqualifikation), 1993, 1995 und 1996.
Sein größter Erfolg war der Gewinn einer Bronzemedaille im Halbfliegengewicht bei den Olympischen Sommerspielen 1992 in Barcelona, als er mit Siegen gegen den Marokkaner Mohamed Zbir, den Thailänder Pramuansak Phosuwan und den Rumänen Valentin Barbu in das Halbfinale eingezogen war und dort mit einer Bronzemedaille gegen den Bulgaren Daniel Petrow ausgeschieden war. Zudem gewann er eine Bronzemedaille im Halbfliegengewicht bei der Europameisterschaft 1989 in Athen, nachdem er im Halbfinale gegen Iwajlo Marinow unterlegen war.
Darüber hinaus war er Teilnehmer der Europameisterschaften 1991 in Göteborg, 1993 in Bursa und 1996 in Vejle, des Weltcups 1990 in Mumbai, sowie der Weltmeisterschaften 1989 in Moskau, 1991 in Sydney, 1993 in Tampere, 1995 in Berlin und 1997 in Budapest.